# Heat tracing
Heat tracing of kortweg tracing is het op temperatuur houden of brengen van producten die niet mogen stollen of aangroeien ("scaling").
De petrochemie, de voedingsmiddelenindustrie, de offshore-industrie en andere industrieën bevatten leidingen, opslagtanks, pompen en instrumenten welke gevuld zijn met vloeibare producten en halffabricaten. 
Men kan deze vloeistoffen verwarmen met de volgende systemen:
- Elektrische Tracing (Electrical Heattracing = Elektrisch verwarmingssysteem). (Losse verwarmingselementen ofwel heaters worden hierbij even buiten beschouwing gelaten). Hierbij kan men bijvoorbeeld gebruikmaken van parallel-tracing-kabels of serie-kabels.
- Parallel-tracing-kabels bestaan uit 2 elektrische geleiders waartussen (over de volle lengte) een temperatuur-afhankelijke weerstand zit. (Deze bestaat uit kunststof met daarin geleidende deeltjes, die beter of slechter met elkaar verbonden zijn, afhankelijk van de temperatuur. In Jip & Janneketaal: een soort tweelingsnoer met daartussen, over de volle lengte, een warmte-afgevend deel). De lengte van deze kabel kan worden ingekort zonder dat dit de warmte-afgifte beïnvloedt. Men noemt deze kabels ook wel "zelfregelende kabels".
- Serie-kabels bestaan niet uit een 2-aderige "kabel" (zoals parallel-tracing-kabels) maar uit een 1-aderige kabel. Deze kabel kan men eigenlijk vergelijken met een lange elektrische weerstand. Aanpassing van de lengte van deze kabel beïnvloedt ook de warmte-afgifte. Deze kabels kunnen bv. de kilometerslange oliepijpleidingen in koude gebieden, zoals in Siberië, op temperatuur houden zodat de olie makkelijker kan worden getransporteerd. Tevens worden op deze manier de afsluiters ijsvrij gehouden.

- Met behulp van een verwarmingsmedium. Hierbij kan men bijvoorbeeld gebruikmaken van een jacket of schaaltracing.
- Een jacket creëert men door een dubbele wand te maken rondom een leiding of een afsluiter. Door deze jacket loopt een verwarmingsvloeistof/damp zoals bijvoorbeeld stoom (steamtracing) of thermische olie.
- Schaaltracing is een "schaal" (een gebogen metalen plaat) welke tegen de leiding of afsluiter is gemonteerd met bijvoorbeeld klembanden. Tegen deze schaal wordt vervolgens een dunne leiding gelast waar dan weer een verwarmingsvloeistof/damp, zoals stoom of thermische olie doorheen gaat.

In de utiliteits- en infrastructuurmarkt wordt ook gebruikgemaakt van tracing. Het voorkomt bijvoorbeeld gladheid bij de op- en afritten van parkeergarages, laadkuilen en houdt trappen, brugdekken en sluisdeuren vorstvrij.